# Philornis ruforscutellaris
Philornis ruforscutellaris är en tvåvingeart som beskrevs av Márcia Souto Couri 1983. Philornis ruforscutellaris ingår i släktet Philornis och familjen husflugor. Inga underarter finns listade i Catalogue of Life.